# Caligula (bướm đêm)
Caligula là một chi bướm đêm thuộc họ Saturniidae. Nó ban đầu thuộc chi Oriental, được tìm thấy ở Ấn Độ, Trung Quốc và Đông Nam Á.

## Các loài
- Caligula anna (Moore, 1865)
- Caligula boisduvali (Eversmann, 1847)
- Caligula cachara Moore, 1872
- Caligula grotei (Moore, 1858)
- Caligula japonica Moore, 1872
- Caligula jonasi Butler, 1877
- Caligula kitchingi (Brechlin, 2001)
- Caligula lindia Moore, 1865
- Caligula simla (Westwood, 1847)
- Caligula thibeta (Westwood, 1853)

## Hình ảnh

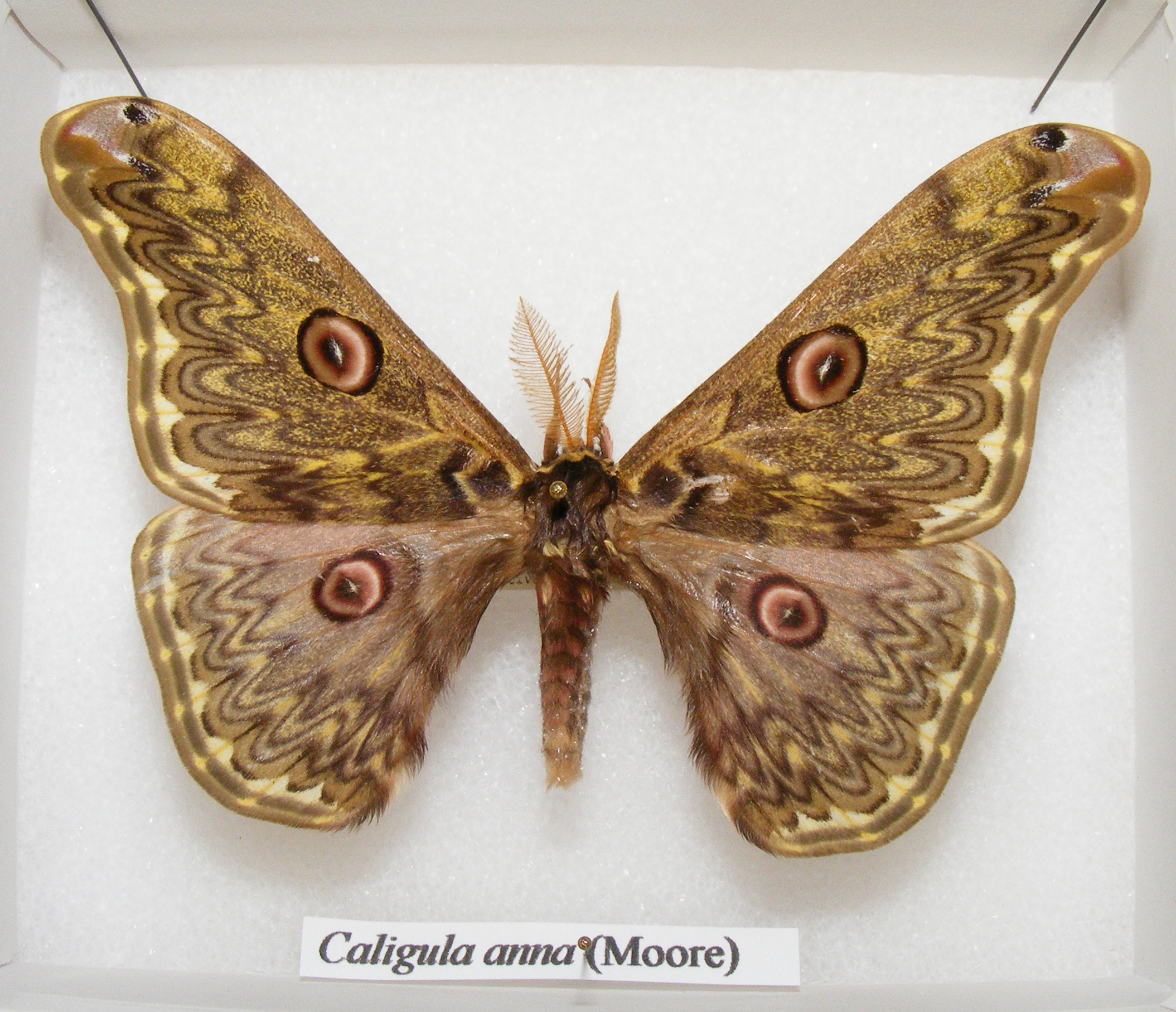
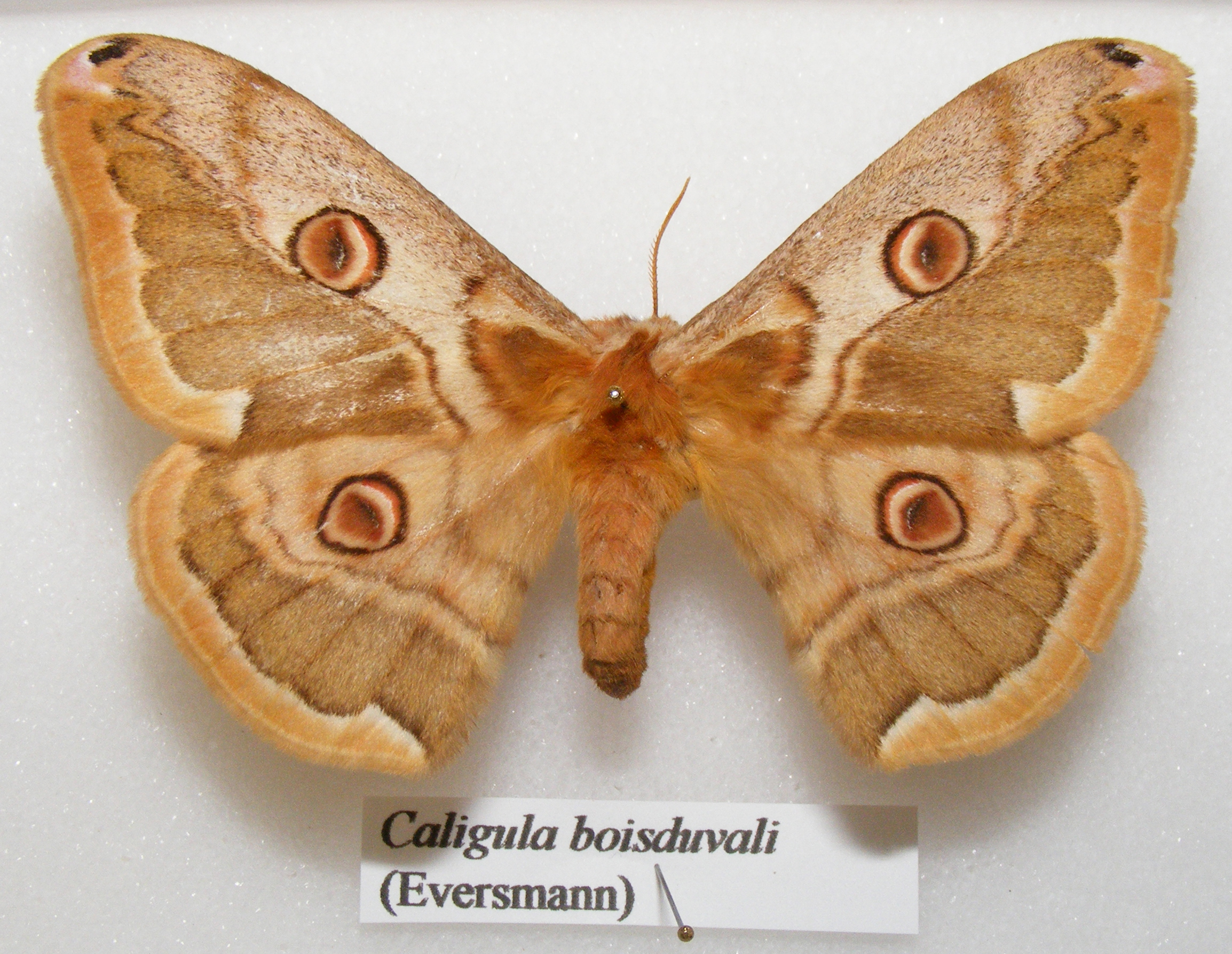
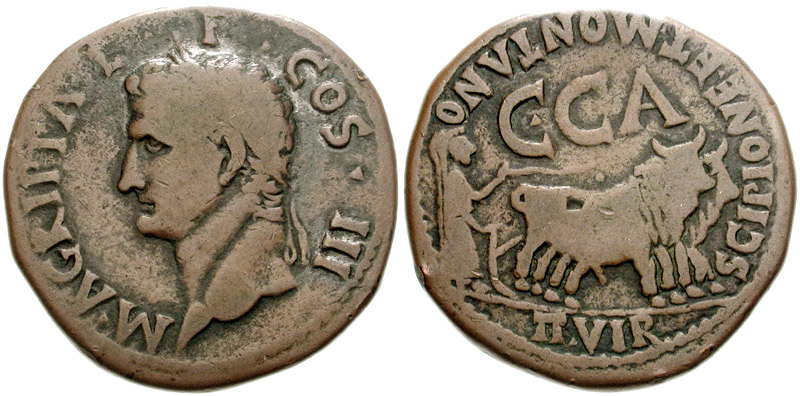
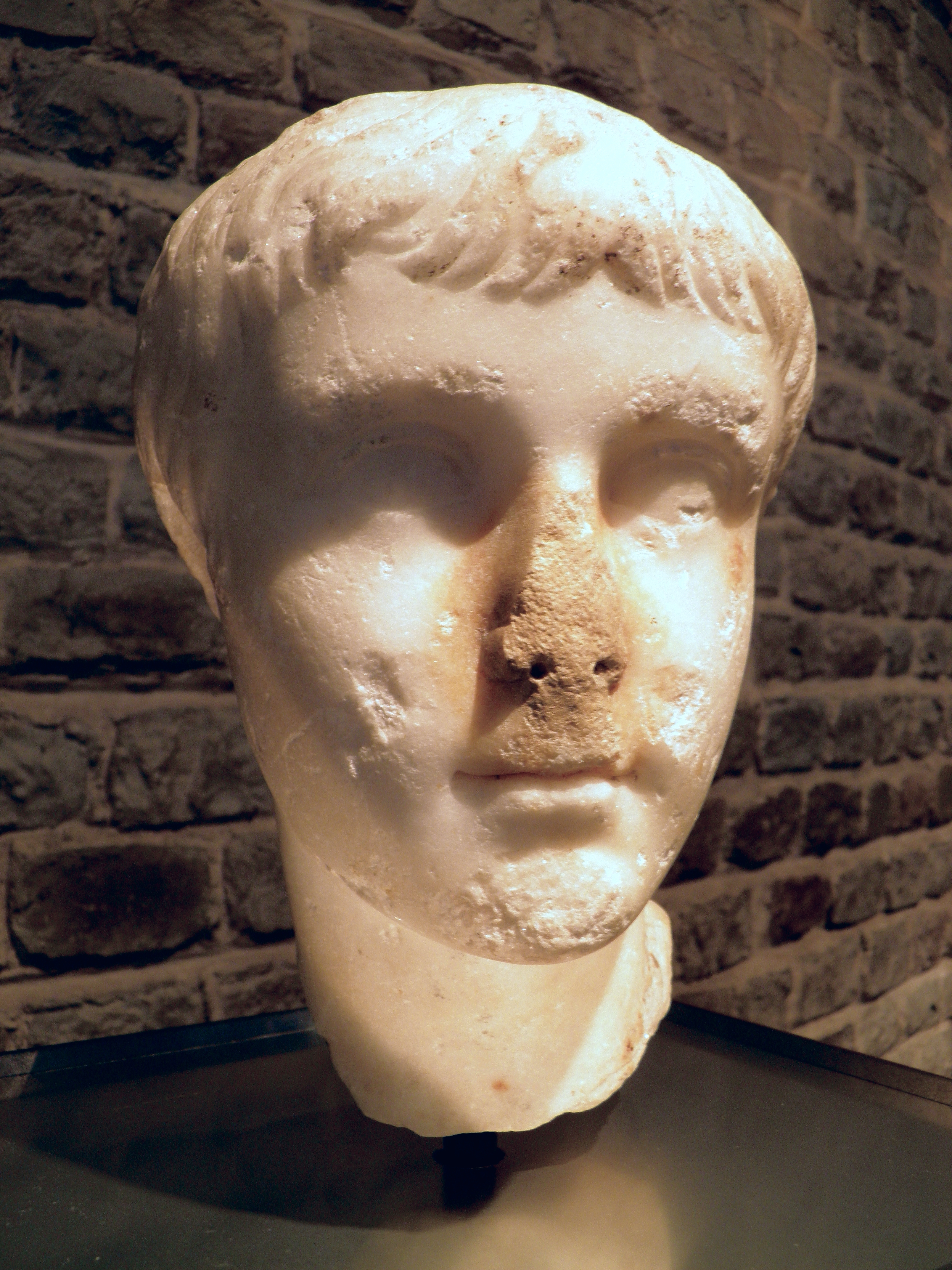